# Chicago-Marathon 1988
| 11. Chicago-Marathon                            | 11. Chicago-Marathon        |
| ----------------------------------------------- | --------------------------- |
| Stadt                                           | Chicago, Vereinigte Staaten |
| Datum                                           | 30. Oktober 1988            |
| Distanz                                         | 42,195 Kilometer            |
| Sieger                                          |                             |
| Männer                                          | Alejandro Cruz (2:08:57 h)  |
| Frauen                                          | Lisa Weidenbach (2:29:17 h) |
| ← Chicago-Marathon 1986 Chicago-Marathon 1989 → |                             |
| Website                                         | Offizielle Website          |

Der Chicago-Marathon 1988 (offiziell: Old Style Chicago-Marathon 1988) war die 11. Ausgabe der jährlich stattfindenden Laufveranstaltung in Chicago, Vereinigte Staaten. Der Marathon fand am 30. Oktober 1988 statt.
Bei den Männern gewann Alejandro Cruz in 2:08:57 h, bei den Frauen Lisa Weidenbach in 2:29:17 h.

## Ergebnisse

### Männer
| Platz | Athlet             | Land                   | Zeit (h) |
| ----- | ------------------ | ---------------------- | -------- |
| 01    | Alejandro Cruz     | Mexiko                 | 2:08:57  |
| 02    | Jakow Tolstikow    | Sowjetunion            | 2:09:20  |
| 03    | Richard Kaitany    | Kenia                  | 2:09:39  |
| 04    | Manuel Matias      | Portugal               | 2:10:19  |
| 05    | Michael O’Reilly   | Vereinigtes Königreich | 2:11:50  |
| 06    | Stephen Brace      | Vereinigtes Königreich | 2:11:50  |
| 07    | Gerardo Alcalá     | Mexiko                 | 2:12:11  |
| 08    | Derek Froude       | Neuseeland             | 2:12:40  |
| 09    | Elisio Rios        | Portugal               | 2:12:53  |
| 10    | Stephen Binns      | Vereinigtes Königreich | 2:13:32  |
| 11    | Anthony Milovsorov | Vereinigtes Königreich | 2:14:02  |

### Frauen
| Platz | Athletin              | Land                   | Zeit (h) |
| ----- | --------------------- | ---------------------- | -------- |
| 01    | Lisa Weidenbach       | Vereinigte Staaten     | 2:29:17  |
| 02    | Emma Scaunich         | Italien                | 2:29:46  |
| 03    | Paula Fudge           | Vereinigtes Königreich | 2:29:47  |
| 04    | Tani Ruckle           | Australien             | 2:31:19  |
| 05    | Kim Jones             | Vereinigte Staaten     | 2:32:03  |
| 06    | Kellie Archuletta     | Vereinigte Staaten     | 2:32:29  |
| 07    | Elena Tsukhlo         | Sowjetunion            | 2:33:25  |
| 08    | Kazjaryna Chramenkawa | Sowjetunion            | 2:33:36  |
| 09    | Midde Hamrin          | Schweden               | 2:33:56  |
| 10    | Irina Yagodina        | Sowjetunion            | 2:35:53  |
| 11    | Terry Adams           | Schweiz                | 2:36:50  |
| 12    | Tatyana Gridnyeva     | Sowjetunion            | 2:37:36  |